# Äthiopischer Igel
Der Äthiopische Igel (Paraechinus aethiopicus), auch Ägyptischer Igel oder Afrikanischer Wüstenigel ist ein Säugetier aus der Familie der Igel (Erinaceidae). Das in mehrere voneinander geografisch isolierte Vorkommen zergliederte (disjunkte) Verbreitungsgebiet umfasst Teile des nördlichen Afrikas und die Arabische Halbinsel.

## Beschreibung

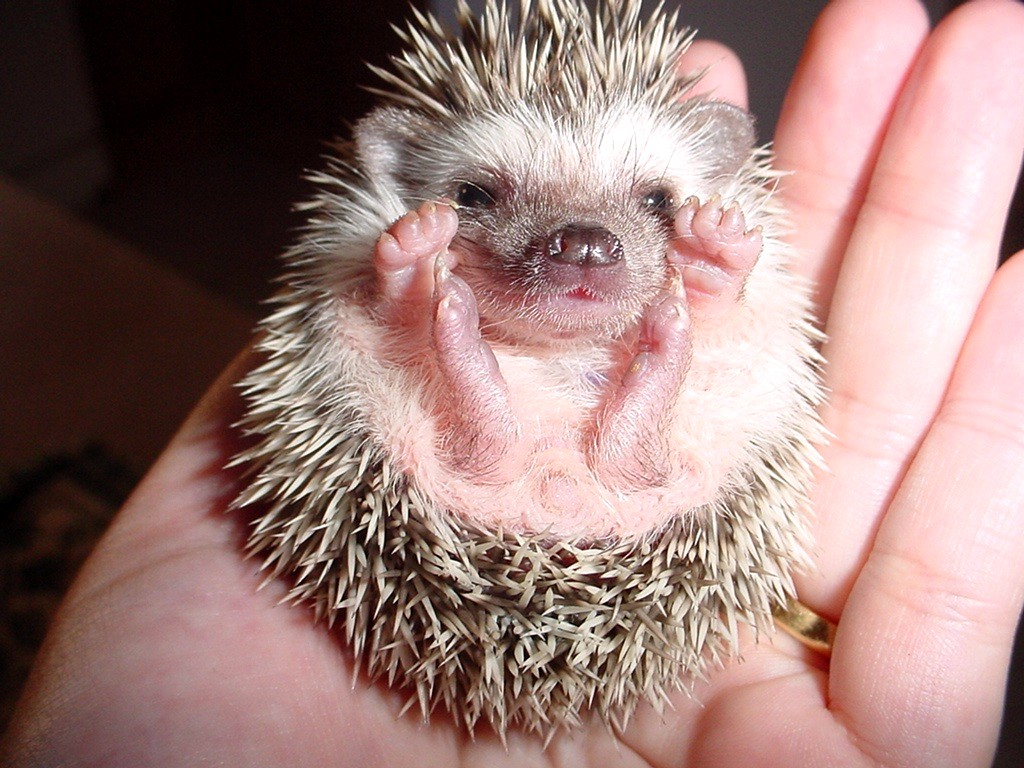
Jungtier von Parechinus aethiopicus

Der Äthiopische Igel ist ein kleiner Igel mit großen Ohren und einem breiten, unbestachelten Mittelscheitel. Die Kopf-Rumpf-Länge beträgt 140–258 mm, die Schwanzlänge 10–40 mm, die Länge der Hinterfüße 26–38 mm und die Ohrlänge 32–48 mm. Die Tiere wiegen bis zu 500 g.
Die Stacheln sind längs und quer gefurcht und haben an der Basis und in der Mitte je eine dunkle Binde, die Spitze ist weiß oder hellbraun. Die Unterseite der Tiere ist weiß mit brauner Fleckung. Schnauze und Kehle sind in variabler Ausdehnung grau oder schwarz, die Beine sind braunschwarz.

## Verbreitung und Lebensraum

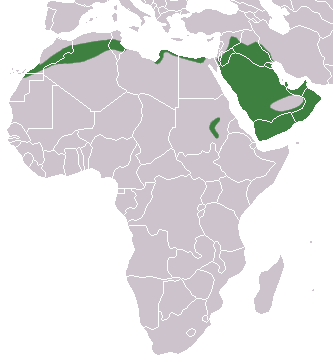
Verbreitung

Das in mehrere voneinander geografisch isolierte Vorkommen zergliederte (disjunkte) Verbreitungsgebiet umfasst Teile des nördlichen Afrika und die Arabische Halbinsel. In Afrika reicht das größte Teilareal von der Westsahara nach Osten bis in den äußersten Nordwesten von Libyen, ein zweites Teilareal umfasst den Küstenstreifen vom mittleren Libyen bis in den Osten Ägyptens. Davon weiträumig isoliert gibt es ein weiteres kleines Vorkommen im zentralen Sudan.
Die Tiere bewohnen überwiegend Steinwüsten und trockene Steppen; sie suchen jedoch gerne Wadis mit Pflanzenbewuchs und Oasen auf, in denen leichter Nahrung zu finden ist.

## Lebensweise
Äthiopische Igel sind nachtaktiv und verbringen den Tag in selbstgegrabenen Bauen. Sie fressen Skorpione, Walzenspinnen, Insekten und Amphibien. Die Tiere halten nur einen kurzen Winterschlaf und bei großer Hitze außerdem eine Sommerruhe.

### Fortpflanzung
Über die Fortpflanzung ist wenig bekannt. Die Paarungszeit liegt zwischen Mai und Juni. Nach etwa einem Monat werden zwei bis sieben Junge, acht bis neun Gramm schwer, taub und blind geboren. Diese öffnen nach 23 bis 29 Tagen die Augen und werden nach etwa 40 Tagen entwöhnt. Die Lebenserwartung liegt bei drei bis vier Jahren, das Höchstalter in Gefangenschaft bei etwa zehn.

## Systematik
Es sind fünf Unterarten beschrieben:
- Paraechinus aethiopicus aethiopicus (Ehrenberg, 1832)
- Paraechinus aethiopicus albatus Thomas, 1922
- Paraechinus aethiopicus deserti (Loche, 1858)
- Paraechinus aethiopicus ludlowi Thomas, 1919
- Paraechinus aethiopicus pectoralis (Heuglin, 1861)

## Zoosituation
Derzeit (Dezember 2016) sind im EAZA-Raum keine Zoos bekannt, die Äthiopische Igel halten. Die einzigen ehemaligen deutschen Halter sind Berlin und Leipzig.